# Вид на порт
«Вид на порт» (нидерл. Uitzicht op de haven) — картина фламандского художника Питера ван Бредаля, написанная в XVII веке.

## Описание
Картина «Вид на порт» написана фламандским художником Питером ван Бредалем. Эта работа изображает итальянский портовый город Ливорно, расположенный в герцогстве Тоскана. Художник изобразил матросов, разгружающих корабли. Рядом отдыхают торговцы в пёстрых одеждах. На заднем плане Бредаль написал море в светло-голубых тонах. На предзакатном небе видны розовые облака.
Центром композиции является памятник герцогу Фердинанду I Медичи, который во многом способствовал расцвету города. Памятник является символом Ливорно. Во время правления Фердинанда I шло интенсивное развитие новых городских районов. Памятник символизирует возрождение порта.

## История картины

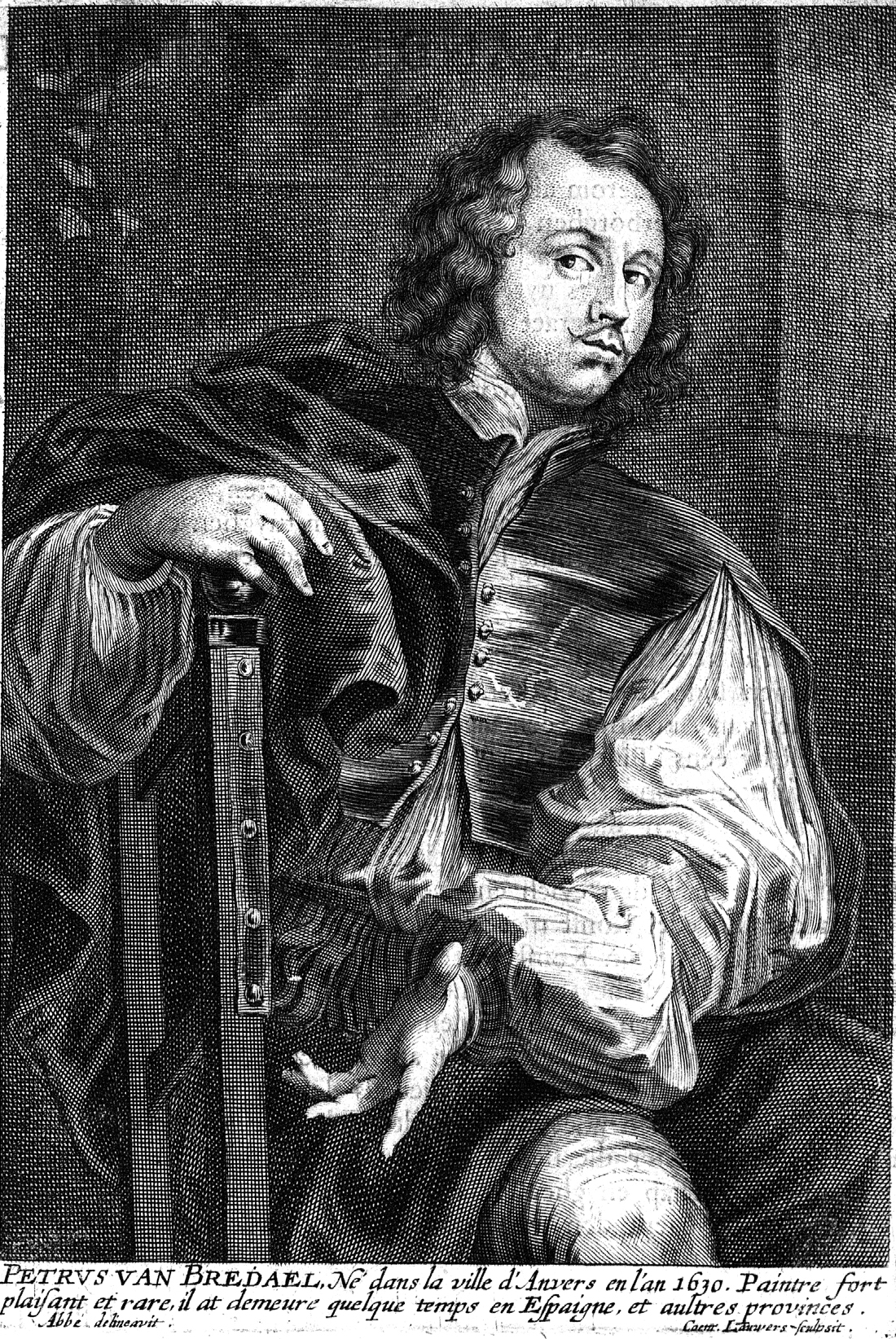
Питер ван Бредаль. Гравюра 1662 год

Фламандский художник Питер ван Бредаль известен картинами на тему римских скотоводческих рынков, которые часто изображал в итальянских пейзажах или на фоне античных руин. Его кисти также принадлежат жанровые сцены городской жизни того времени. Ряд искусствоведов находит в стиле Бредаля сходство с манерой Яна Брейгеля.
Лучшие картины фламандца находятся в городе Гент (Бельгия). Некоторые работы Бредаля являются частью коллекции Государственного музея изобразительных искусств имени А. С. Пушкина (Москва).
В коллекции Национального музея Чеченской Республики «Вид на порт» — единственная работа Бредаля. Она в числе других произведений была подарена Чечено-Ингушскому краеведческому музею в 1965 году среди других картин, которые столичные музеи выделили из своих запасников. Картина сильно пострадала во время Первой чеченской войны. В 1995 году её передали на реставрацию в Москву в реставрационный центр имени И. Э. Грабаря. В 2014 году реставрация была завершена и картину возвратили в Чечню. В настоящее время «Вид на порт» находится в постоянной экспозиции музея.